# Alena Barillová
Alena Barillová (* 5. September 1969) ist eine ehemalige slowakische Radrennfahrerin.
Barillová war Anfang der 1990er Jahre im Leistungsradsport aktiv. Zweimal, 1993 und 1994, entschied sie das baskische Etappenrennen Emakumeen Bira für sich, nachdem sie schon bei der ersten Austragung 1992 Zweite geworden war. 1992 gewann sie die Thüringen-Rundfahrt und belegte 1993 den zweiten Platz. 1992 belegte sie zudem bei der Tour de Feminin – Krásná Lípa den ersten Platz.